# 移剌羊哥
移剌羊哥，契丹族，移剌氏（耶律氏），金朝末年将领。
金宣宗时，移剌羊哥为节度副使。当时蒙古帝国大军大举南下，中都（今北京市）失陷，宣宗迁都汴京（今河南开封市）。山东、河北等地百姓纷起抗金，金朝危机四伏。兴定元年（1217年），河南也爆发民变，四月，南阳五朵山千余人举事，移剌羊哥受命征讨，在方城（今河南方城县）遭遇，招抚变民军不降，奋力进击，于是杀变军殆尽，将起义镇压。